# Közönséges hegyi kenguru
A közönséges hegyi kenguru (Petrogale penicillata) az emlősök osztályába a Diprotodontia rendjébe és a kengurufélék családjába tartozó faj.

## Életmód
Éjszaka és a korai órákban aktív. Élettartama 5-10 év.

## Megjelenés
Hossza 50-60 cm, melyhez hozzájön még farkának hossza, kb. 60 cm.

## Előfordulás és élőhely
Ausztráliában fordul elő.